# The Hard Way
The Hard Way — единственный альбом хип-хоп группы 213, которая состоит из Snoop Dogg, Warren G и Nate Dogg.
Воссоединение группы, как 213, состоялось в альбоме Warren G — The Return of the Regulator, в треке «Yo' Sassy Ways». В 2003 году Snoop Dogg выпустил серию микстейпов, один из которых (Welcome to tha chuuch, Vol. 2) включает в себя первую версию трека «So Fly», которая является пародией на хит-сингл Monica «So Gone». Missy Elliott, продюсер трека, была очень впечатлена этой версией. Monica согласилась на предложение Снуп Догга и дала согласие на использование её трека, но при условии, что они зачитают на ремиксе Tamia «Can’t Go for That». В конце концов эта песня стала первым неофициальным радиосинглом альбома The Hard Way и была исполнена на шоу 106 & Park. Альбомная версия отличается от версии в микстейпе тем, что она короче на пять секунд и не содержит вступление Снуп Догга «Welcome to tha chuuch Vol. 2…exclusive 213». Первым официальным синглом стала песня «Groupie Luv», на которую было снято промовидео. Режиссёром стал Крис Робинсон, а местом съёмки был собственный дом Снуп Догга.
В чарте Billboard 200 альбом занял 4 строчку.

## Список композиций
| №  | Название                                            | Продюсер(ы)                      | Гости                   |
| -- | --------------------------------------------------- | -------------------------------- | ----------------------- |
| 1  | «Intro»                                             | Fredwreck                        |                         |
| 2  | «Twist Yo Body»                                     | Hi-Tek                           |                         |
| 3  | «Absolutely»                                        | Quaze                            |                         |
| 4  | «Keep It Gangsta»                                   | B Sharp                          |                         |
| 5  | «Run On Up»                                         | Tha Chill                        |                         |
| 6  | «Groupie Luv»                                       | DJ Pooh                          |                         |
| 7  | «Lonely Girl»                                       | Nottz                            |                         |
| 8  | «Another Summer»                                    | Kanye West                       |                         |
| 9  | «213 Tha Gangsta Clicc»                             | Josef                            |                         |
| 10 | «Gotta Find a Way»                                  | Lil' Half Dead & Niggaracci      |                         |
| 11 | «Ups & Downs»                                       | B Sharp & Tha Chill              |                         |
| 12 | «Joysticc»                                          | Terrace Martin & Marlon Williams |                         |
| 13 | «Rick James interlude»                              | Fredwreck                        |                         |
| 14 | «Mary Jane»                                         | Quaze                            |                         |
| 15 | «MLK»                                               | B Sharp                          |                         |
| 16 | «Lil Girl»                                          | Michael Angelo                   |                         |
| 17 | «My Dirty Ho»                                       | J-Hen                            |                         |
| 18 | «Appreciation»                                      | J-Hen                            |                         |
| 19 | «So Fly»                                            | Missy Elliott                    |                         |
| 20 | «Whistle While You Hustle» (Европейский бонус-трек) | Jelly Roll                       | Daz Dillinger, Soopafly |